# Salvador Brotons i Soler
Salvador Brotons i Soler (Barcelona, 17 de juliol de 1959) és un flautista, compositor i director d'orquestra català. És el director de la Vancouver Symphony Orchestra de Vancouver (Washington) i, des de la temporada 2022-2023, també és el director titular de l'Orquestra Simfònica Sant Cugat.
Salvador Brotons és considerat un dels grans compositors catalans contemporanis, amb un repertori interpretat arreu del món. Com a compositor és extraordinàriament prolífic, ha escrit més de 170 obres que inclouen música simfònica, concertant, de cambra, coral, òperes, sardanes i fins i tot un conte infantil. Fidel al seu llenguatge, sempre sorprenent per la seva força expressiva, ha mantingut sempre la melodia i la tonalitat, sense deixar que l'atonalitat en condicionés l'estil. Com a director, amb una trajectòria internacionalment destacada, és intens i transmet passió als músics i al públic. La seva labor com a director també ha implicat la responsabilitat de dissenyar la programació i, en aquest aspecte, Brotons sempre ha equilibrat les grans obres del repertori internacional amb composicions de músics catalans contemporanis.
També exerceix de professor de direcció d'orquestra i composició a l'Escola Superior de Música de Catalunya (ESMUC).

## Biografia

### Joventut
Brotons va néixer en una família de músics, on el seu pare, Josep Maria Brotons (flautí de l’Orquestra de Barcelona) i el seu avi Salvador tocaven la flauta. El seu pare va ser el seu primer professor de flauta. Es va formar al Conservatori de Música de Barcelona, on va obtenir els títols superiors en flauta, composició i direcció d’orquestra. Allà rep la influència de destacats mestres com Antoni Ros-Marbà en direcció, Xavier Montsalvatge en composició i Manuel Oltra en instrumentació. Com a flautista, va ampliar els seus coneixements assistint als cursos internacionals de Niça i Annecy (França) i Ramsgate (Anglaterra).
Durant els anys 70, Brotons comença a interessar-se per la composició amb només 14 anys, principalment amb obres per a instrument sol i petits conjunts. Algunes mostres destacades d'aquest període són Ideals utòpics i Tres peces breus per a piano, així com Dues suggestions per a guitarra. El 1975 escriu Elegia per a la mort de Xostakóvitx, op. 7, una obra pianística que reflecteix la seva admiració per la música nacionalista russa i, en particular, per Xostakóvitx. Aquesta influència es manifesta en recursos com l'ús d'un llenguatge rítmic i contundent, repeticions obsessives de notes i harmonies amb segones menors, quartes i cinquenes. Totes aquestes característiques conflueixen en una de les seves primeres obres d'envergadura, Quatre peces per a cordes, op. 14 (1977), amb la qual va obtenir amb només divuit anys el seu primer gran reconeixement: el Premio Orquesta Nacional de España. Aquest premi va suposar la incorporació de l'obra al programa de la temporada de la mateixa orquestra.
L'endemà de l'estrena a Catalunya de Quatre peces per a cordes, Xavier Montsalvatge va escriure a La Vanguardia: «Salvador Brotons reuneix tres qualitats que rarament coincideixen: és jove —20 anys—, ja és un professional destacat (flautista i membre d’una família de músics) i és valent, sincer i artísticament honest... En elles es poden percebre interessants descobertes harmòniques que, tímidament, s’escapen de la tonalitat, així com un sentit constructiu que permet endevinar-hi un compositor dotat, capaç d’encarar el futur amb més determinació, especialment després de l’èxit assolit, confirmat pels llargs i unànimes aplaudiments».
El 1977 va guanyar la plaça de flauta solista de l'Orquestra del Gran Teatre del Liceu (1977-1985), i el 1981 la de segon flauta de l'Orquestra Ciutat de Barcelona (1981-1985), càrrecs que va exercir simultàniament mentre compaginava els seus estudis i la seva emergent carrera com a compositor. En l'àmbit local començava a ser un flautista cotissat.
El desembre de 1979, Brotons va rebre per unanimitat el primer premi convocat per Joventuts Musicals de Barcelona per a joves compositors. Va ser amb l’obra Simetries, per a violí, clarinet i piano. L'any 1983 va rebre el premi Ciutat de Barcelona per la primera de les seves simfonies. L'any següent, la seva Segona Simfonia va rebre l'accèssit del premi de música simfònica Robert Gerhard de la Generalitat de Catalunya, ja que el primer premi no es va atorgar. Segons Montsalvatge, «Brotons es distingeix per la seguretat en el seu traç, la lògica de la seva forma en quatre moviments i el perfecte domini tècnic que revela en la seva orquestració. Potser s'hi troba a faltar una voluntat més renovadora, i s'hi poden detectar algunes influències directes, sobretot de Bartók».

### Doctorat a Florida
Després d’un període de dedicació intensa a la feina i als estudis a Catalunya, li va sorgir la possibilitat de prosseguir la seva formació als Estats Units. El 1985, Carl Bjerregaard, professor de Chamber Winds de la Florida State University, que viatjava per Europa cercant música per a vents, va descobrir Brotons a Barcelona en sentir la Banda Municipal interpretar una obra seva. Interessat en la seva música, li va oferir una beca Fulbright per estudiar als Estats Units, una oportunitat que el jove compositor de vint-i-quatre anys va aprofitar per doctorar-se en música. Aquest fet va ser un punt d'inflexió molt important en la seva carrera. Feia poc que s'havia casat amb Melissa Mercadal i tots dos van decidir que seria bo tenir una experiència a l'estranger.
A Florida, va estudiar flauta amb Charles DeLaney, però ben aviat va comprendre que la composició era l’àmbit on destacava més en comparació amb els seus companys. Llavors va fer el doctorat en direcció i composició. Aquesta decisió marcaria un dels moments clau en la seva trajectòria artística. Al cap de poc temps, va començar a rebre bones oportunitats tant en el camp de la composició com en el de la direcció. Un primer encàrrec de Chamber Winds el va portar a compondre la Sinfonietta da camera per a ensemble de vents i percussió, que ell mateix va dirigir en l’estrena a la Florida State University el febrer de 1986, amb gran èxit.
El novembre de 1985 es va estrenar a Brussel·les la seva obra Jan rara micant sidera, un encàrrec del Festival Europalia que va rebre una acollida extraordinària.
Durant els estudis a Florida, va ser assistent de l'Orquestra Simfònica de la Florida State University (1986-1987). Durant aquest temps, va crear diverses obres, algunes com a exercicis per a les classes que cursava, destinades a formacions de cambra cada cop més extenses. A Tallahassee aprofundeix en el coneixement de les capacitats de cada instrument, i la seva música va evolucionar cap a una major solidesa formal, un ús més refinat de les combinacions tímbriques i una exposició clara i estructurada. Un exemple d’aquest enfocament és el seu Trio per a violí, violoncel i piano, op. 39 (1986).
El febrer de 1987 va ser guardonat amb el premi Ciutat de Barcelona de música per l'obra Absències, op. 40, per a narrador i orquestra. Brotons es va basar en tretze poemes de Miquel Martí i Pol, extrets del seu Llibre d'absències. Absències va ser la tesi doctoral de Brotons a la Florida State University. Va ser estrenada el 30 d'abril de 1988 al Palau de la Música per l’Orquestra Ciutat de Barcelona i Fermí Reixach com a narrador.

### Director a Portland
El 1987 va fixar la seva residència durant deu anys a Portland, on fou nomenat director de l'Orquestra de la Portland State University (1987-1997), a Oregon. De les aproximadament dues-centes sol·licituds que es van presentar, només tres van ser seleccionades per passar les proves, després de les quals Brotons va obtenir la plaça. A Portland també va ensenyar contrapunt, direcció d'orquestra, literatura i història de la música. En aquest període, fruit d’un encàrrec procedent d’un particular, va compondre el Quartet amb piano en mi opus 48 A celebration of living, op. 48 (1988), una peça emblemàtica del compositor barceloní. D'aquest període, destaca Sextet mixt, Fusió o Virtus op. 53 premiada als Estats Units, i orquestrada posteriorment i guardonada el 1991 amb el Premi Reina Sofia.
El 1989, per encàrrec de la Florida State University, Brotons va compondre l’òpera en dos actes Reverend Everyman, una obra en dos actes que va ser emesa per la televisió nord-americana. És una de les obres més ambicioses i dramàtiques de l’autor amb gran èxit d’audiència i crítica.
Durant aquests anys a Portland, també va ser director titular de l'Oregon Sinfonietta (1990-1993) i de la Mittleman Jewish Community Orchestra (1989-1991).

### Director a Vancouver
Des de l'any 1991 als EUA és el director titular de la Vancouver Symphony Orchestra (Estat de Washington) al davant de la qual ha estat distingit amb el premi "Arts Council" atorgat pel Clark County i el Ciutat de Vancouver. El mestre Brotons ha dirigit aquesta orquestra des del 1991 fins a l'actualitat, experimentant un creixement increïble en tots els aspectes: augmentant el públic, els recursos i el nivell artístic fins a assolir un reconeixement mundial.
En aquest punt, Brotons s’endinsa en el repertori per a formacions de més envergadura, és a dir, per
a orquestra simfònica, orquestra i cor, etcètera. D’aquest període, destaca i a manera de poemes simfònics, composicions com Phaedo o Liliana, que es va estrenar amb la narració de Joan Manuel Serrat.

### Entre els Estats Units i Catalunya
El retorn temporal a Catalunya permet a Brotons enfortir els vincles amb la seva terra, acceptant encàrrecs importants i establint-se professionalment. A Barcelona, la seva música guanya presència en el panorama clàssic, amb estrenes regulars i un reconeixement creixent. La seva voluntat de difondre la seva obra el porta a crear múltiples versions de les seves peces, facilitant-ne la interpretació amb arranjaments que permeten adaptar-les a diferents formacions i reduccions per a piano, afavorint-ne així la seva difusió i programació. Brotons busca enfortir el vincle entre la seva música i la tradició catalana, recuperant el llegat musical recollit pels cançoners del segle xx. Aquesta consciència de país i estima per la llengua ja es reflectien en les seves primeres obres. La seva primera gran obra d'estil mediterrani i català, Terres llemosines, va ser composta a Portland el 1992, però no es va donar a conèixer fins a l'any següent amb l’Orquestra Simfònica del Vallès.
El 1993, Jordi Masó va gravar un disc compacte de música de cambra de Salvador Brotons amb el Leonardo Piano Quartet, de Londres. El dia 6 de novembre de 1995 se li va atorgar per unanimitat el Premi de Composició de sardanes 'Atlanta 96'. Aquesta sardana, que portaria el nom del concurts, Atlanta 96, es va estrenar a Atlanta durant la ballada de sardanes organitzada per la Fundació Universal de la Sardana en el marc de la Treva Olímpica, prèvia als Jocs del 1996. L'obra va ser interpretada per cinc anelles de dansaires representant els cinc continents.
El 1996, Brotons va començar una temporada dirigint alguns concerts d'aquesta formació i el 1997 ja va ser nomenat director titular de l’Orquestra Simfònica del Vallès (1997-2002). El 1998 va ser nomenat director de l'Orquestra Simfònica Illes Balears (1998-2001). D'aquesta forma, Brotons va compaginar la direcció de tres orquestres.
A partir de les seves estades als Països Catalans, cada vegada s'observa més un sabor català en les seves obres. Brotons demostra una gran habilitat per integrar melodies tradicionals en el seu propi llenguatge sense perdre el seu estil característic. Aquesta fusió no només manté la seva identitat musical, sinó que també facilita la connexió amb el públic, fent més accessible i atractiva la seva música contemporània. En aquest sentit, no només les sis rapsòdies catalanes segueixen aquestes directrius, sinó també els concerts per a instruments solistes i orquestra com el Concert per a guitarra i orquestra Mare Nostrum o el Concert per a violoncel i orquestra Concert Trobadoresc. També segueixen aquestes pautes la cantata Oda a Verdaguer,  Abans del silenci (crònica de la Unió Liberal. 1887-1936), cantata escenificada en dos actes que inclou melodies tan conegudes com El rossinyol o L'Hereu Riera, o el Concert Catalanesc (2006) per a tenora solista, orquestra simfònica i cobla opcional.
A partir de la temporada 1999-2000, la Simfònica del Vallès, sota la direcció de Brotons, va augmentar la seva presència al Palau de la Música amb almenys quatre concerts. Al llarg de la seva carrera, i especialment durant aquest període, Brotons es preocupa per difondre i incloure compositors catalans en els seus programes de concert. Al mateix temps, l'Orquestra Simfònica del Vallès, sota la direcció de Salvador Brotons, estava obtenint un gran èxit de públic en el cicle Concerts Simfònics al Palau. Els resultats, que els organitzadors consideraven espectaculars, van portar a una ampliació del nombre d'actuacions a partir de la temporada 2000-2001, fins a un total d'onze.
El desembre de 2000 va estrenar a l'Auditori Stabat Mater, op. 73, que va causar sensació i va rebre una acollida favorable per part del nombrós públic assistent. L'any 2002 deixa l'Orquestra Simfònica del Vallès i l'Orquestra Simfònica Illes Balears. L'etapa de Brotons al podi de les dues formacions va aportar respecte i confiança, tant interna com externa, als membres de l'orquestra, fent un salt qualitatiu important. L'obra que Brotons va escollir per al seu darrer concert com a director titular de la Simfònica del Vallès, el 22 de juny de 2002, va ser la Cinquena Simfonia de Xostakóvitx, un dels seus compositors preferits.
L’any 2001, juntament amb el seu cunyat Juanjo Mercadal, funda l’editorial Brotons & Mercadal Edicions Musicals S.L., dedicada a la difusió d’obres de compositors contemporanis i a la recuperació de peces de qualitat que havien caigut en l’oblit. L'objectiu de l'editorial, més que la recerca de beneficis, és que les obres es toquin.
El 5 d'abril de 2003 Brotons va estrenar el Concert trobadoresc per a violoncel i orquestra, op. 90, amb Lluís Claret com a solista. És una obra ambiciosa que exigeix al solista desplegar totes les seves possibilitats. Està basada en antigues cançons de trobadors provençals i occitans. El maig, Brotons va estrenar la cantata El viatge de Kira i Jan o l'arbre de les llengües amb textos de Susanna Rafart, que va ser cantada per un total d’11.609 nens de 282 escoles catalanes en 19 concerts.
El 2008, Brotons va acceptar dirigir la Banda Municipal de Barcelona, coincidint amb l'arribada de la Banda a l'Auditori. Va estar al capdavant de la formació durant onze anys. L'any següent, el 2009, torna a dirigir l'Orquestra Simfònica Illes Balears després de vuit anys i amb un projecte molt més consolidat, «amb un conjunt musical molt millorat i molt nodrit». Ho farà fins al 2013.
El 13 de març de 2011 es va estrenar a l'Auditori la seva Cinquena Simfonia Mundus Noster, op. 117, una obra de caràcter íntim i líric, amb una inspiració clara i una paleta de recursos musicals intensa i vibrant. Tot i la seva extensió, es manifesta amb una gran solidesa i mestria.

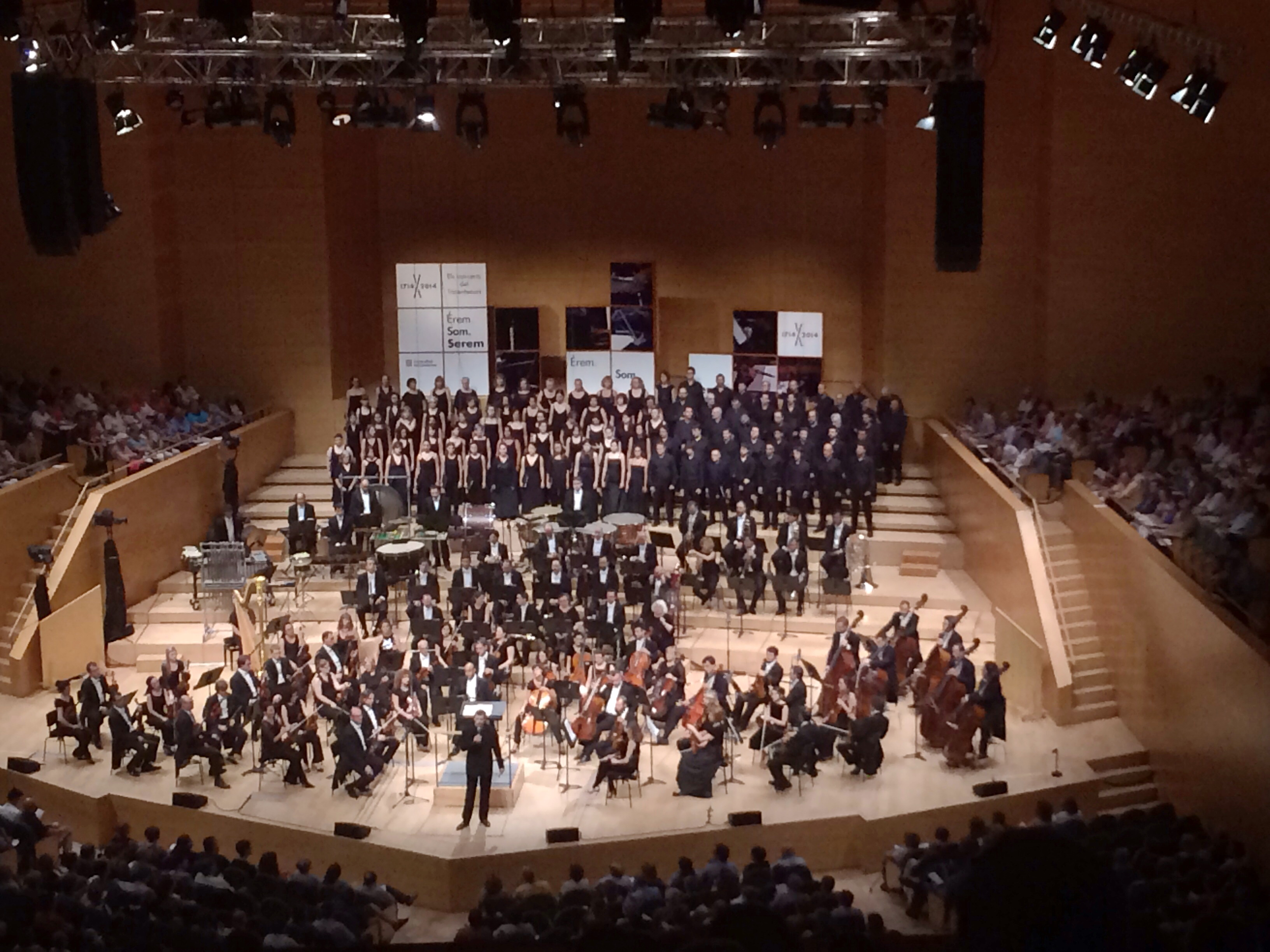
Salvador Brotons presentant la seva composició Catalunya 1714 el dia de la seva estrena amb l'Orquestra Simfònica de Barcelona i Nacional de Catalunya i les corals convidades

El 19 de juliol de 2014 va estrema el poema simfònic Catalunya 1714 dins dels actes del tricentenari 1714-2014. L'obra s'organitza en vuit parts que desgranen una cronologia que passa per la fase prèvia al setge de Barcelona de 1714, la desfeta, el dol per la pèrdua, la voluntat de refer-se i l'afirmació nacional del moment actual. L'autor guia l'audició fent servir fragments de cançons populars, en l'Himne Nacional de Catalunya i en una estructura de marxa fúnebre en els moviments més dramàtics. Brotons es va inspirar en l'entusiasme popular de la gran manifestació de l'11 de setembre de 2012, una fita clau en els esdeveniments de reafirmació independentista que es van succeir fins a arribar al 2014, data de la commemoració del Tricentenari de 1714. Brotons afirma que «és l'obra que he escrit amb més sentiment i estimant cada nota que posava». Més endavant hi va afegir cors per convertir-la en una gran cantata.
El 13 de desembre del mateix any es va estrenar al Teatre de la Passió d’Olesa de Montserrat el musical Fang i setge amb música de Brotons, text de Josep Pedrals i dramaturgia de Marc Rosich. Entre el centenar d’actors que formaren el repartiment, destacaren Lloll Bertran, Neus Pàmies, Pep Molina i Teresa Vallicrosa. El muntatge, dirigit per Joan Font de Comediants. La història gira al voltant d’Onia, una jove de família benestant que decideix quedar-se a Barcelona per defensar la ciutat.
La temporada 2016-2017 va ser compositor en residència del Palau de la Música Catalana. El 20 de gener de 2017 va estrenar una cantata
sobre la vida de Ramon Llull titulada Cantata de Randa (la muntanya on es va retirar Llull), a partir
del llibret de la pintora Neus Dalmau. La van interpretar l’Orquestra Simfònica Illes Balears, l’Orfeó Català, amb la soprano Marta Mathéu i el baríton Josep Ramon Olivé com a solistes, i l’actriu Sílvia Bel com a narradora.
El març de 2018, encarregada especialment per a l’ocasió de la celebració del 25è aniversari de l'Orquestra Nacional Clàssica d'Andorra, en una col·laboració amb la GIO Symphonia de Girona, es va estrenar amb la participació dels solistes andorrans Lluís i Gerard Claret, el Doble concert per a violí, violoncel i orquestra, op. 144, de Brotons. El febrer de 2022 es va estrenar la Missa per la pau, una obra per a soprano, cor mixt i orquestra.
Des de la temporada 2022-2023, va substituir Josep Ferré com a director titular de la Simfònica de Sant Cugat, càrrec que compagina amb una intensa agenda com a director d'orquestra i com a compositor. L’any 2024 va ser distingit amb el Premi Felip Pedrell per l’Associació Musical de Mestres Directors per la seva trajectòria i en reconeixement de la seva tasca de divulgador de la música i cultures catalanes.
El maig de 2024 va estrenar el seu Te Deum, op. 163, per a baríton (Carlos Daza), cor mixt i orquestra a l'Auditori de Barcelona dirigint l'Orquestra Simfònica de Barcelona.

## Obra

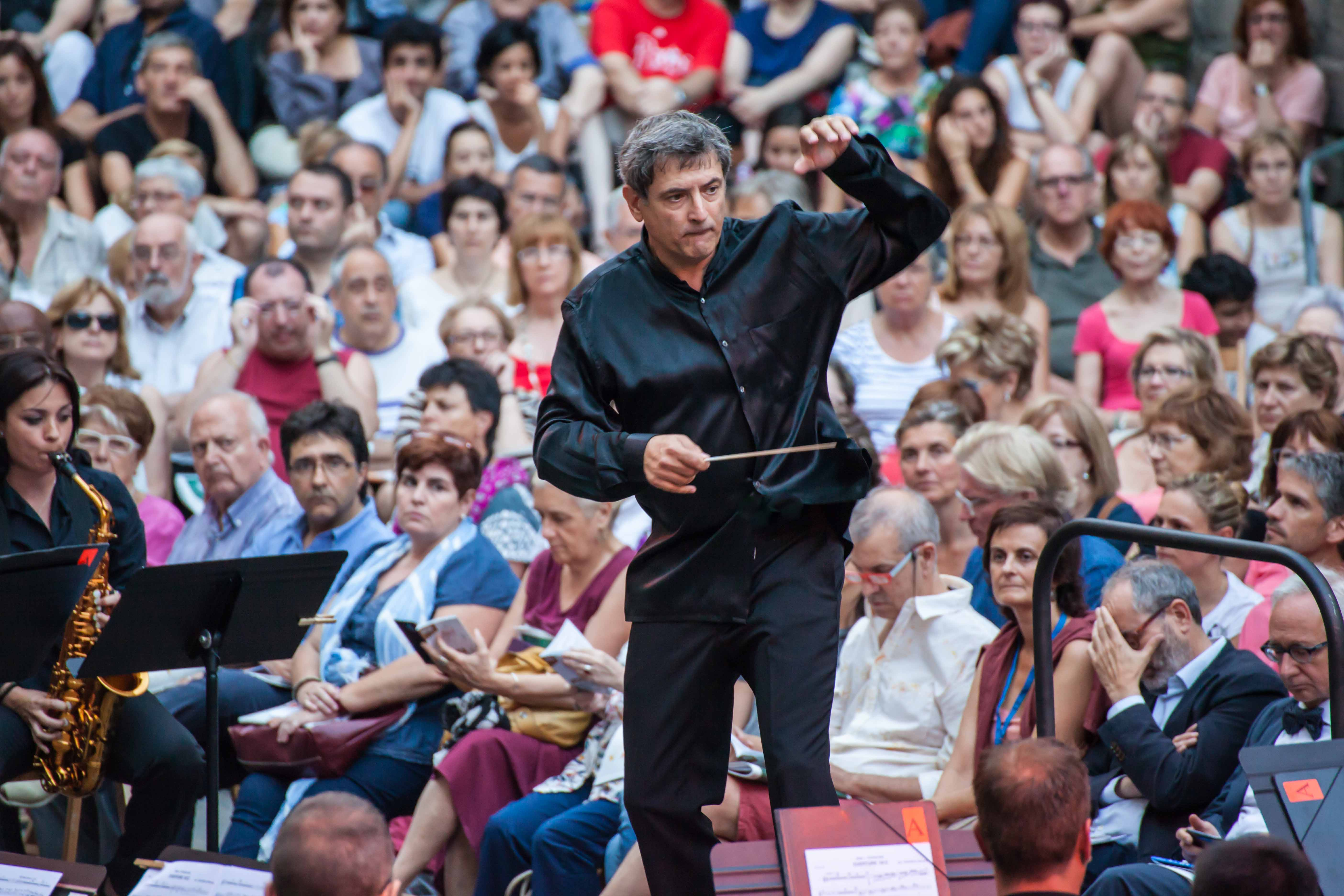
Concert a la plaça del Rei, juliol de 2014, on s'interpretaren fragments de l'obra Catalunya 1714

La música de Brotons es distancia tant de l’afrancesament com del germanisme i, en conseqüència, també de l’avantguarda de tendència serialista. Al contrari, s’acosta amb determinació als mons musicals de les perifèries europees, com Rússia (amb Prokófiev i Xostakóvitx), Hongria (amb Bartók) i fins i tot a la França «provinciana» de Poulenc. A aquesta base s'hi suma la influència de la sonoritat americana, amb la seva espectacularitat, vivacitat en el color orquestral i una recerca constant de sonoritats àmplies, descriptives i efectistes. L'ús de timbres brillants i una gran riquesa tímbrica reflecteixen clarament l'herència del món simfònic nord-americà de Gershwin i Copland.
Entre les seves composicions destaquen l'òpera en dos actes Reverend Everyman (Florida State University, 1989), Sonata da Concerto per a trompeta i banda (University of Wyoming, 1992), Commemorativa per a orquestra (Orquestra RTVE, 1995), Concert de flauta i orquestra (Conferenza dil Mediterraneo, Sicília-Itàlia, 1997), l'opereta en dos actes Abans del Silenci per encàrrec de la Coral Polifònica de Granollers (Generalitat de Catalunya, 1998), Concert per a guitarra i orquestra (Fundació Cervantes de Varsòvia, 1999), Essentia Vitae (University of Arizona, 2000), el Septet Prada 1950 (Festival Pau Casals a Prada, França 2000), Oda a Verdaguer (Ajuntament de Vic 2001), el conte orquestral Liliana sobre un poema d'Apel·les Mestres i l'òpera per a nens El mercader dels somnis (UNICEF 2002).
També ha compost diverses sardanes: Port de la Selva (1979), Amunt (1978), Les encaixades (premiada en la XII Nit de la Sardana amb el Premi Joventut 1983), Synera, Germanor (1990), Atlanta 96 (premiada i estrenada a l'inici dels Jocs Olímpics 1996), Germanor (premi SGAE 2000), Badalona 2010 (composta en ocasió de la Capitalitat de la Cultura catalana d'aquesta ciutat i estrenada per la Banda simfònica de Badalona).
L'any 2013 va publicar un disc amb obres per a banda simfònica de Joan i Ricard Lamote de Grignon. El mateix any va anunciar l'estrena de l'obra Catalunya 1714, una suite inspirada en la Manifestació de l'11 de setembre de 2012 i que serviria per cloure la temporada de la Banda Municipal de Barcelona. Finalment l'estrena va ser el 19 de juliol de 2014 a la sala gran de l'Auditori de Barcelona, on el mateix autor va dirigir l'OBC, amb acompanyament de la Coral Càrmina, el Cor de Cambra de Granollers i el Cor Amics de la Unió, en una versió simfònico-coral.

## Premis i reconeixements
Per les seves composicions ha rebut el Premio Nacional de España (1977) per a les Quatre peces per a cordes, el Premi Jove d'Or (1980) i el Premi Ciutat de Barcelona per a la Primera simfonia i per a Absències per a narrador i orquestra (1986), el Premi de la Southeastern Composers League per Sinfonietta da camera (1986), el Premi de Composició de Flauta de l'Orquestra de Flauta de Madison University (1987) per a la Suite de flautes i el Premi Reina Sofía (1991) per a l'obra Virtus per a orquestra.
Com a titular de la Vancouver Symphony també ha obtingut el Kiwanis Rose Award (2005) i el Life Achievement Award (2020). Participa anualment com a director al festival d’estiu Blue Lake de Michigan (USA).
Xavier Montsalvatge va definir Salvador Brotons com «un d'aquells compositors que, a més de ser molt valorat, ens transmet optimisme. Principalment perquè la seva música, a més d'estar ben construïda i tenir un poder comunicatiu impulsiu, és espontàniament joiosa».

## Família
Salvador Brotons està casat amb Melissa Mercadal, flautista, psicòloga i musicoterapeuta. Són pares de Clara Brotons, que treballa en diferents produccions cinematogràfiques a Nova York.

## Obra

### Orquestra
- Quatre peces per a cordes (1977)
- Simfonia núm. 1 Dicòtoma (1981)
- Simfonia núm. 2 Pletòrica (1984)
- Ataràxia (1984)
- Sinfonietta da camera (1985)
- Absències, per a narrador i orquestra (1986)
- Interrogants (1987)
- Phaedon (1991)
- Virtus (1991)
- Divertimento alla Mozart (1991)
- Obstinació (1991)
- Rapsòdia Catalana núm. 1 Terres llemosines (1992)
- Simfonia núm. 3 (1992)
- Liliana, per a narrador i orquestra (1993)
- Suite del Zodiac Xinès (1994)
- Conmemorativa (1995)
- Prelude, Interlude & Finale from 'Reverend Everyman' (1997)
- Poemes de Rem i Vela (1998)
- Nadales catalanes (1998)
- Recull Popular Balear (1999)
- Rapsòdia Catalana núm. 2 L’illa de la galera (2002)
- Rapsòdia Catalana núm. 4 Obertura Costa Brava (2005)
- Intrèpida. Moviment simfònic núm. 9  (2007)
- Glosa de l’Emigrant (2009)
- Simfonia núm. 5 Mundus Noster (2010)
- Simfonia núm. 6 Concisa (2011)
- Ceremonial (2012)
- Rapsòdia Catalana núm. 5 Catalunya 1714 (2014)
- Rapsòdia Catalana núm. 3 El Llobregat  (2017)
- Simfonia núm. 7 Ausiàs March (2018)
- Rapsòdia Catalana núm. 6 Fa 600 anys (2020)

### Cor i orquestra
- Cant per un vell poble (1983) – Cantata per a dos cors i conjunt de vent
- Stabat Mater (1997)
- Nadales Catalanes (1998)
- Recull Popular Balear (1999)
- Oda a Verdaguer (2001) – Cantata per a cor mixt, cor infantil i baríton
- Història d’un Mil·lenni (2002) – Cantata per a cor mixt, narrador i orquestra
- Catalunya 1714 (2013) – Per a cor i orquestra
- Cantata de Randa (2015) – Per a cor mixt, orquestra, dos narradors, soprano i baríton
- Missa per la pau (2021) – Per a soprano, cor mixt i orquestra
- Te Deum (2022) – Per a baríton, cor mixt i orquestra

### Escena
- Reverend Everyman (1989)
- Abans del silenci (1998)
- El mercader de somnis (2002)
- Fang i setge (2014)

### Concerts
- Fantasia per a trompa i cordes (1979)
- Concert per a trombó i orquestra (1995)
- Concert per a flauta i orquestra (1996)
- Concert per a violí i orquestra (1996)
- Concert Mare Nostrum per a guitarra i orquestra (1999)
- Concert trobadoresc per a violoncel i orquestra (2003)
- Concertino per a trombó (2004)
- Percepcions Percudides (2005), doble concert per a 2 percussionistes i orquestra de corda
- Concert catalanesc per a tenora i orquestra (2006)
- Concert per a viola i cordes (2006), orquestrat posteriorment per a orquestra simfònica
- Concert per a contrabaix i banda (2008)
- Concert Ab Origine per a trompa i orquestra (2009)
- Concert per a oboè i orquestra (2010)
- Concert per a flautí i orquestra Dialogues with Axel (2012)
- Concert per a fagot i orquestra (2013)
- Concert per a quintet de metalls i orquestra (2014)
- Doble concert per a flauta, violí i orquestra de cordes (2016)
- Doble concert per a violí i violoncel The Andorran (2017)
- Concertino per a quartet de clarinets (2018)
- Concert per a clarinet baix i orquestra (2018)
- Concert per a tuba i orquestra (2020)
- Concert per a trompeta i orquestra (2020)
- Doble concert per a flauta, violí (o oboè) i orquestra de cordes (2020)
- Doble concert per a trompeta, trombó i orquestra (2022)

### Banda
- Rebroll (1983)
- Sonata da Concerto for trumpet and band (1990)
- Nadales catalanes (1997)
- Recull Popular Balear (1998)
- Concert per a flauta (2000)
- Concert per a trombó (2000)
- Concert Trobadoresc per a violoncel i conjunt de vent (2003)
- Concert per a contrabaix i orquestra de vent (2008)
- Homenatge a Puig Antich (2009)
- Homenatge a Xirinacs (2009)
- Piccolo Concerto "Dialogues with Axel" (2012)
- Glosa de l’Emigrant (2013)
- Obstinacy (2013)
- Catalunya 1714 (2014)
- Romance and Tango (2016)
- Carpe Diem (2019)
- Winter Soufflé (2020)
- Covid-19 Sensations (2020)
- La mar d'amunt (2021)
- Hungurian Festival (2023)
- Dolça infantesa (2023)

### Veu, cor

#### Cor mixta cappella
- Nocturn per a una illa (1982)
- Aquesta remor que se sent (1983)
- Són teus ullets (1983)
- An Oregon love poem (1993)
- Viatge al mite (1992)
- A la vora del mar (2002)
- Two Horacian Odes (2019)

#### Cor mixt i piano-orgue
- Les Quatre estacions (The Four Seasons) (1993)
- The Grove (1994)
- Sardana Universal (The Universal Sardana) (2003)
- Missa Brevis (2007)
- Three Songs of the Musical Fang i Setge (2015)
- Oda Infinita (2016)

#### Conjunts vocals i instrumentals
- Cant per a un vell poble (1983)
- Jam rara micant (1985)
- El viatge de Kira i Jan (2003)
- Retorn a Delphos (2005)

#### Veu i piano
- Quatre Cançons sobre poemes d'en Martí i Pol (1981)
- Saló de tardor (1999)
- Cançons de la Roda del Temps (2013)
- Els bells camins (2019)
- Dos Sonets d'en J.V. Foix (1992)
- Cromos d'història natural (2007)
- Eight Songs from Fang i Setge (2015)
- Four arias from Reverend Everyman (2020)
- Dos Poemes Marins (2023)

### Música de cambra

#### Per a dos instruments
- Capriccio Brillante (1975/2013), per a flauta i piano
- Diaulos (1976-2010), per a dues flautes
- Fantasia (1976), per a trompa i piano
- Fulles de tardor (1978), per a trompeta i piano
- Sonata per a flauta i piano (1979)
- Divertimento (1978), per a trompeta i piano
- Sonata per a violoncel i piano (1978)
- Sonata per a viola i piano (1982)
- Sonata per a clarinet i piano (1988)
- Diàlegs subtils (1990), per a fagot i percussió
- Fantasia Concertante (1990), per a flauta i marimba/vibràfon
- Sonata da Concerto (1990), per a trompeta i piano
- Sonata per a violí i piano (1994)
- Tre Divertimenti (1994), per a flauta i guitarra
- A Mallet Duet (1994), per a marimba i vibràfon
- Sonata núm. 2 per a flauta i piano (1996)
- Sonata per a saxo alt i piano (2004)
- Fantasia Contrastant (2006), per a clarinet and marimba/vibràfon
- Sonata per a oboè (2010)
- Sonata per a fagot (2013)
- Romança i Vals (2011), per a violí i piano
- Cels Acolorits (2015), per a flauta i arpa
- Introducció i Galop (2018), per a trompa i piano
- Vital Impuls (2019), per a trompeta i piano
- Sonata Fantasia (2021), per a violoncel i piano
- Duo de cordes (2022), per a violí i violoncel

#### Per a tres instruments
- Ad Infinitum (1976), per a flauta, viola i arpa
- Suite a tres (1977), per a flauta, oboè i clarinet
- Miniatures (1977), per a dues flautes i flauta alto
- Mirrors (1979), per a violí, clarinet i piano
- Trio per a piano op. 39 (1986), per a violí, violoncel i piano
- Brass Trio (2004), per a trompeta, trompa i trombó
- Requiem Trio (2004), per a violí, violoncel i piano
- Lament i Divertiment (2009), per a tres o quatre violoncels
- Arbre de Flames (2017), per a veu alto, flauta i guitarra
- Souvenir à Carl et Frank Doppler (2023), per a dues Flautes i Piano

#### Per a quatre instruments
- Quartet de corda núm. 1 (1978)
- Planyiment (1980), per a quartet de saxòfons
- 5 petites peces (1981), per a quartet de clarinets
- Quartet per a piano en mi Una celebració de la vida (1987)
- Quartet de corda núm. 2 Primaveral (2016)
- Quartet per a flauta (2019), per a flauta, violí, viola i violoncel
- Pinzellades dalinianes (2020), per a violí, viola, violoncel i piano
- Resiliència (2023), per a quartet de saxòfons
- Quartet de corda núm. 3 Elegíac (2024)

#### Per a cinc instruments
- Emfasi (1975), per a quintet de vent fusta
- Lluita, lament i triomf (1979), per a quintet de metall
- Quintet de vent amb saxo (1977), per a flauta, oboè, saxòfon alto, trompa i fagot
- Tema, Variacions i Coda (1982), per a quintet de vent fusta
- Virtus (1990), per a flauta, violí, viola, violoncel i piano
- Essentiae Vitae (2000), per a quintet de vent fusta
- Reed Quintet (2010), per a oboè, clarinet, saxòfon alto, clarinet baix i fagot

#### Per a més de cinc instruments
- Presagi (1984), per a quartet de corda, flauta, oboè i percussió
- Sinfonietta da camera (1985), per a 2 flautes, 2 oboès, 2 clarinets, 2 fagots, 2 trompes, 1 trompeta, 1 trombó, tuba i percussió
- Suite de flautes (1986), per a 10 flautes (2 flautins, 6 flautes, flauta alto i flauta baix)
- Fusió (1987), per a flauta, oboè, clarinet, fagot, trompa, trompeta, trombó, percussió i quintet de corda
- Sextet mixt (1992), per a flauta, clarinet, violí, violoncel, piano i percussió
- Prada 1950 op. 81 (2000), per a flauta, clarinet, 2 violins, viola, violoncel i contrabaix
- Epic Sounds (2010), per a 8 trompes (també una versió posterior per a 8 trombons)
- Concert per Quintet de Metalls (2014), per a 2 trompetes, trompa, trombó, tuba i piano
- Settimino a7 (2016), per a clarinet, fagot, trompa, violí, viola, violoncel i contrabaix
- Tuneful Music (2019), per a 8 flautes (flautí, 5 flautes, flauta alto i flauta baix)

### Instrumental

#### Per a guitarra
- Dues Suggestions (1979)
- Sonatina (1988)
- Soliloqui (1997)
- Preludi i Dansa (1986)
- Scherzo (1988)
- Partita dels temperaments (2000)
- Tres Preludis Homenatge (2002)
- Dues Noves Suggestions (2011)
- Sonata Sefardita (2017)

#### Per a piano
- Elegia per la mort de Xostakóvitx (1975)
- Ideals utòpics (1976)
- Interludi per a la mà esquerra (1988)
- Cristalls (1996)
- Three Nocturns alla Chopin (2010)
- Tres peces breus (1975)
- Impromptu (1985)
- Toccata (1993)
- Dedications (2009)
- Sonata for piano (2011)
- Tres estudis contrastats (2024)

#### Per a altres instruments
- Subtilesa per a arpa (1986)
- Sonatina Acquifera (2005), per a marimba
- Clar i net (2011), per a clarinet solista
- Variations on a Baroque Theme (2017), per a violí sol
- Et in terra pax (2004), per a violí sol
- Sonata per a violoncel (2006)
- Giravolts (2011), per a flauta sola
- Sonata Covid-19 (2020), per a viola sola
- Sonata per a arpa (2020)

### Sardanes
- El Port de la Selva (1975, revisió 2008)
- Synera (1978, revisió 2008)
- Les Encaixades (1983)
- Atlanta 96 (1994)
- Germanor (2000)
- Companyonia Universal (2002, revisió 2007)
- Noces d’Argent (2008)
- Ofrena (2008)
- Badalona 2010 (2010)
- Per a tu Catalunya (2014)
- Mar d’estiu (2022)